# ASA 2013 Târgu Mureș
ASA Târgu Mureș (nume complet Asociația Sportivă Ardealul Târgu Mureș) a fost un club de fotbal din Târgu Mureș, România, care a evoluat pentru ultima oară în Liga a II-a. Clubul a fost înființat în anul 2008 sub numele de Asociația Fotbal Club Municipal Târgu Mureș și a ajuns să se desființeze în februarie 2018

## Istoric

### Începuturi
A fost înființat cu numele de Fotbal Club Municipal Târgu Mureș și a cumpărat un loc în Liga a II-a de la Unirea Sânnicolau Mare, devenind echipa fanion a orașului Târgu Mureș, succedând echipele CS Târgu Mureș (desființat în 1960), Mureșul Târgu Mureș (desființat în 1964), originala ASA Târgu Mureș (desfiinaț în 2005) și Trans-Sil Târgu Mureș.
În sezonul 2008–2009, FCM a depășit previziunile și a jucat bine pe tot parcursul sezonului, câștigând 16 meciuri și remizând 9, în timp ce a marcat 54 de goluri și a primit 27, cele mai puține din Seria II. La finalul sezonului, echipa a fost foarte aproape de promovarea în Liga I, terminând pe locul trei cu 57 de puncte.

### Promovarea în Liga I
În sezonul următor, clubul a terminat pe primul loc în seria lor cu 69 de puncte, câștigând 20 de meciuri, remizând 9 și pierzând 3. Echipa a marcat 52 de goluri și a primit 20 (cele mai puține goluri primite din seria lor, ca anul precedent). Pe 5 iunie 2010, a obținut, pentru prima dată în scurta istorie, promovarea matematică în Liga I la 18 ani după ce ASA Târgu Mureș o părăsea pentru totdeauna.

### În  Liga I
În sezonul 2010-2011 al Ligii I, sub comanda antrenorului Ioan Ovidiu Sabău, echipa a reușit o cursă fantastică terminând pe locul nouă, la egalitate de puncte, 45, cu campioana en-titre CFR Cluj. În schimb, sezonul următor a fost un dezastru pentru formația târgumureșeană. Schimbând patru antrenori, echipa a terminat pe locul 15, primul de sub linie. Totuși, campioana seriei a II-a a Ligii a II-a, Politehnica Timișoara, nu a primit licența pentru a evolua în primul eșalon. Astfel, Federația Română de Fotbal a trebuit să aleagă între rămânerea FCM-ului în Liga I sau promovarea echipei clasate pe locul al treilea în Seria a II-a, Gaz Metan Severin. Alegând cea de-a doua variantă, FCM Târgu Mureș a retrogradat înapoi în Liga a II-a.

### Înapoi în eșalonul secund
În ciuda faptului că obiectivul echipei a fost acela de a reveni în Liga I, sezonul 2012-2013 al ligii secunde i-a adus echipei târgumureșene un dezamăgitor loc cinci, ratând promovarea, nereușind să țină pasul cu Corona Brașov și ACS Poli Timișoara.
În vara anului 2013, conducerea a schimbat numele din Fotbal Club Municipal Târgu Mureș în Asociația Sportivă Ardealul 2013 Târgu Mureș și a schimbat stema și culorile în cele avute de Asociația Sportivă a Armatei Târgu Mureș.. La sfârșitul sezonului Ligii a II-a 2013-2014 au terminat pe locul doi și au intrat pentru prima dată în Liga I cu noul nume.

### Înapoi în Liga I și debutul în Cupele Europene
Pe 16 iulie 2014, echipa a debutat în Cupa Ligii, turneul secundar de cupă al cluburilor din România, și a pierdut primul meci în competiția împotriva CSMS Iași. În sezonul 2014-2015, ASA Târgu Mureș a reprezentat surpriza campionatului, reușind cea mai bună clasare din istorie, egalând performanța ASA-ului original din urmă cu 30 de ani, locul al doilea. A fost un sezon extraordinar pentru roș-albaștrii din Mureș, luptându-se până în ultima etapă cu șanse reale la titlu împotriva campioanei ultimelor două sezoane, Steaua București. ASA a fost pe primul loc până în penultima etapă, când a fost înfrântă de Astra Giurgiu cu scorul de 3-1. Totuși, în ultima etapă Steaua a reușit doar un egal cu CSMS Iași, oferindu-le târgumureșenilor șansa de a câștiga titlul. Deși i-a condus pe Oțelul Galați, echipă deja retrogradată, cu 1-0, gălățenii au întors scorul la 1-2 și i-au adus titlul Stelei, ASA rămânând la trei puncte în spatele campioanei la finalul sezonului.
Următorul sezon, ASA și-a adjudecat primul trofeu din istorie, Supercupa României 2015, după un gol a lui Mircea Axente contra formației contra căruia a pierdut titlul, Steaua București. Acest meci a fost singurul meci al antrenorului Dan Petrescu pe banca tehnică a ASA-ului, acesta plecând după ce a primit o ofertă din Prima Ligă Chineză, de la Jiangsu Sainty. Vasile Miriuță a fost numit antrenor, conducând echipa în preliminariile Europa League, fiind însă eliminați de către AS Saint-Étienne. Nici Miriuță nu a avut viață lungă în Târgu Mureș, reziliându-și contractul pentru a semna cu nemții de la Energie Cottbus. În locul său a fost adus italianul Cristiano Bergodi.
La data de 8 aprilie 2016, ASA Târgu Mureș intra în procedura de insolvență iar aceasta reușește să se clasifice pe locul 6 al Ligii 1.
Însă sezonul 2016/2017 se încheie dezastruos pentru clubul aflat în reorganizare, iar acesta retrogradează în eșalonul secund al fotbalului Românesc.

### Falimentul
Pe 13 octombrie 2017, ASA Târgu Mureș a intrat în faliment. Totuși, pe 30 octombrie această decizie este suspendată și clubul își continuă activitatea până în pauza competițională din iarnă, când se retrage din campionat.
Falimentul ASA Târgu Mureș apare inevitabil după sentința din 19.02.2018.

## Palmares
| Competiții naționale | Competiții internaționale                 |
| Liga I Vice-campioană (1): 2014-2015 Liga a II-a: Campioni (1): 2009–10 Vicecampioni (1): 2013–14 Cupa României: - Semifinale (1): 2015-2016 Supercupa României Câștigătoare (1): 2015 Cupa Ligii - Sferturi de finală (1) : 2015-2016 | UEFA Europa League - Turul 3 (1): 2015–16 |

### Alte performanțe
- 6 șase ani in prima Ligă de Fotbal a României.

## Traseul European
| Sezon   | Competitia         | Runda | Club          | Acasa | Deplasare | Agregat |
| ------- | ------------------ | ----- | ------------- | ----- | --------- | ------- |
| 2015–16 | UEFA Europa League | T3    | Saint-Étienne | 0–3   | 2–1       | 2–4     |

Note
- T1: Turul 1
- T2: Turul 2
- T3: Turul 3
- PO: Play-off

## Lotul sezonului 2017-2018
La 21 septembrie 2017.
| Nr. |         | Poziție | Jucător                                         |
| --- | ------- | ------- | ----------------------------------------------- |
| 2   | România | F       | Carlos Cherteș                                  |
| 3   | România | F       | Andrei Tornyai                                  |
| 4   | România | F       | Petruț Chirlejan                                |
| 5   | România | M       | Andrei Bordaș                                   |
| 6   | România | M       | Paul Iacob (împrumutat de la FC Viitorul)       |
| 7   | România | M       | Raul Iliescu                                    |
| 8   | Croația | M       | Luka Mijoković                                  |
| 10  | România | M       | Cosmin Sârbu (împrumutat de la CFR Cluj)        |
| 11  | România | A       | Alexandru Stoica (împrumutat de la FC Viitorul) |
| 13  | România | M       | Robert Candrea (Căpitan)                        |
| 17  | România | M       | Bogdan Onul                                     |

| Nr. |           | Poziție | Jucător                                        |
| --- | --------- | ------- | ---------------------------------------------- |
| 19  | Senegal   | F       | Gaston Mendy                                   |
| 20  | România   | M       | Tiberiu Petriș                                 |
| 22  | România   | F       | Robert Băjan                                   |
| 23  | România   | F       | Dan Panait (împrumutat de la FC Viitorul)      |
| 27  | România   | M       | Alpar Birtalan                                 |
| 30  | România   | P       | Tudor Negrușa                                  |
| 32  | Argentina | M       | Maximiliano Laso                               |
| 70  | România   | M       | Vasile Petra                                   |
| 95  | România   | P       | Bogdan Moga                                    |
| 97  | România   | M       | Rafael Licu                                    |
| 99  | România   | F       | Szabolcs Kilyen (împrumutat de la FC Viitorul) |